# Howea belmoreana
Howea belmoreana (Kentiapalm) is een plant uit de palmenfamilie (Arecaceae). De palm werd in 1870 voor de eerste maal beschreven door C. Moore en de Duits-Australische botanicus Ferdinand von Mueller als Kentia belmoreana en later, in 1877, door de Italiaanse botanicus Odoardo Beccari ingedeeld bij Howea. Het bladerdak van een volgroeide palmboom heeft een diameter van twee à drie meter en bevat circa 36 bladeren.
Deze soort is endemisch op het Lord Howe-eiland ten oosten van Australië. Howea belmoreana en Howea forsteriana evolueerden waarschijnlijk van een gemeenschappelijke voorouder door sympatrische soortvorming.